# Michel Adopo
Michel Piki Adopo (Villeneuve-Saint-Georges, 19 luglio 2000) è un calciatore francese, centrocampista del Cagliari.

## Biografia
Nato in Francia a Villeneuve-Saint-Georges, i suoi genitori sono di origini ivoriane.

## Caratteristiche tecniche
È un centrocampista dotato di buone doti atletiche e tecniche, che può giocare anche come difensore centrale, ruolo a cui era stato momentaneamente adattato da Ivan Jurić durante il suo periodo al Torino.

## Carriera

### Club

#### Inizi, Torino e prestito alla Viterbese
Cresciuto nel Bussy-Saint-Georges e nel Torcy, il 30 gennaio 2018 viene acquistato dal Torino, che lo aggrega alla primavera con la quale vince la Coppa Italia Primavera e la Supercoppa Primavera.
Fa il suo esordio in Serie A il 5 gennaio 2020 nella partita vinta 2-0 contro la Roma, entrando al 96º minuto al posto di Alejandro Berenguer. Nella penultima di campionato, nuovamente contro i giallorossi, giocherà la seconda partita coi granata.
Il 29 gennaio 2021, dopo aver passato la prima parte della stagione tra un infortunio e la formazione primavera, passa in prestito alla Viterbese con la quale debutta in Serie C contro la Turris. Il 27 febbraio contro il Palermo segna la prima rete da professionista nella vittoria per 1-0. Conclude la stagione a Viterbo con 16 presenze e 1 rete. L'estate successiva torna a Viterbo sempre in prestito, giocando 32 partite tra campionato e playout condite da 2 reti.
Nella stagione seguente, Michel partecipa a tutta la preparazione estiva dei granata, complici varie assenze in difesa: quindi, il 14 agosto seguente, gioca la sua prima partita da titolare in Serie A, venendo schierato in difesa come braccetto destro. L'11 gennaio 2023, durante i tempi supplementari della partita di Coppa Italia contro il Milan, realizza la rete della vittoria per 1-0 (la prima per lui con i torinesi), che permette al Toro di passare ai quarti di finale.

#### Atalanta e prestito al Cagliari
Svincolatosi dal Torino, il 10 luglio 2023 viene acquistato dall'Atalanta. Il 20 agosto esordisce con i bergamaschi entrando all'87'  della vittoriosa partita in casa del Sassuolo, riuscendo tuttavia a fornire l'assist per la rete del definitivo 0-2 di Nadir Zortea. Il 14 dicembre 2023, fa il suo esordio nelle competizioni europee, giocando titolare la gara valida per la fase a gironi di UEFA Europa League in casa del Raków Częstochowa, vinta dai bergamaschi per 4-0. Quindi, contribuisce alla vittoria del torneo da parte degli orobici, arrivata in seguito al successo in finale sul Bayer Leverkusen, che ha rappresentato il primo trofeo europeo nella storia del club.
Il 17 luglio 2024, viene ceduto in prestito con diritto di riscatto al Cagliari, sempre in massima serie. Il 10 maggio 2025, segna la sua prima rete in Serie A, mettendo a segno il momento vantaggio dei sardi nella sconfitta per 3-1 in trasferta contro il Como. Il 24 giugno 2025, viene ufficialmente riscattato dai sardi, per circa 4 milioni di euro, firmando un contratto quadriennale.Il 2 Agosto 2025 segna la sua seconda rete con il Cagliari nella 1° edizione del Trofeo Gigi contro il Saint-Étienne Loire nella gara vinta 1-0 per i sardi.

### Nazionale
Il 22 giugno 2018 esordisce con la nazionale francese Under-18.

## Statistiche

### Presenze e reti nei club
Statistiche aggiornate al 10 maggio 2025.
| Stagione         | Squadra          | Campionato       | Campionato | Campionato | Coppe nazionali | Coppe nazionali | Coppe nazionali | Coppe continentali | Coppe continentali | Coppe continentali | Altre coppe | Altre coppe | Altre coppe | Totale | Totale |
| Stagione         | Squadra          | Comp             | Pres       | Reti       | Comp            | Pres            | Reti            | Comp               | Pres               | Reti               | Comp        | Pres        | Reti        | Pres   | Reti   |
| ---------------- | ---------------- | ---------------- | ---------- | ---------- | --------------- | --------------- | --------------- | ------------------ | ------------------ | ------------------ | ----------- | ----------- | ----------- | ------ | ------ |
| 2019-2020        | Torino           | A                | 2          | 0          | CI              | 0               | 0               | UEL                | -                  | -                  | -           | -           | -           | 2      | 0      |
| 2020-gen. 2021   | Torino           | A                | 0          | 0          | CI              | 0               | 0               | -                  | -                  | -                  | -           | -           | -           | 0      | 0      |
| gen.-giu. 2021   | Viterbese        | C                | 16         | 1          | -               | -               | -               | -                  | -                  | -                  | -           | -           | -           | 16     | 1      |
| 2021-2022        | Viterbese        | C                | 32+2       | 2          | CI-C            | 3               | 0               | -                  | -                  | -                  | -           | -           | -           | 37     | 2      |
| Totale Viterbese | Totale Viterbese | Totale Viterbese | 48+2       | 3          |                 | 3               | 0               |                    | -                  | -                  |             | -           | -           | 53     | 3      |
| 2022-2023        | Torino           | A                | 11         | 0          | CI              | 2               | 1               | -                  | -                  | -                  | -           | -           | -           | 13     | 1      |
| Totale Torino    | Totale Torino    | Totale Torino    | 13         | 0          |                 | 2               | 1               |                    | -                  | -                  |             | -           | -           | 15     | 1      |
| 2023-2024        | Atalanta         | A                | 10         | 0          | CI              | 0               | 0               | UEL                | 1                  | 0                  | -           | -           | -           | 11     | 0      |
| 2024-2025        | Cagliari         | A                | 35         | 1          | CI              | 3               | 0               | -                  | -                  | -                  | -           | -           | -           | 36     | 1      |
| Totale carriera  | Totale carriera  | Totale carriera  | 106+2      | 4          |                 | 8               | 1               |                    | 1                  | 0                  |             | -           | -           | 115    | 5      |

## Palmarès

### Club

#### Competizioni giovanili
- Coppa Italia Primavera: 1

Torino: 2017-2018
- Supercoppa Primavera: 1

Torino: 2018

#### Competizioni internazionali
- UEFA Europa League: 1

Atalanta: 2023-2024